# Stijn van der Plas
Stijn van der Plas (16 september 2001) is een Nederlands acteur die reeds hoofdrollen vertolkte in een langspeelfilm en drie musicals.
Van der Plas speelde als jeugdacteur de hoofdrol in de musical Mary Poppins, De kleine blonde dood en Billy Elliot. Eveneens speelde hij de hoofdrol in de Nederlandse film MeesterSpion.
Van der Plas was tevens te zien in het improvisatieprogramma De vloer op jr. en vertolkte als stemacteur de rol van Tim Templeton in de Nederlandstalige nasynchronisatie van de Amerikaanse computeranimatiefilm The Boss Baby van Tom McGrath uit 2017. Daarnaast vertolkte hij de rol van de octopus Diep in de Nederlandstalige nasynchronisatie van Diep in de zee uit 2017. Van het vierde seizoen tot het achtste seizoen van PAW Patrol vertolkte hij de rol van Ryder, na Julius de Vriend, die Ryder in de eerste drie seizoenen insprak en voor Tim Klumpers, die Ryder vanaf het negende seizoen inspreekt.
Met Toneelgroep Amsterdam speelde hij Gijs in Medea onder regie van Simon Stone.
Na zijn middelbare school is van der Plas een opleiding gaan volgen aan de Nederlandse Filmacademie. In 2023 is hij afgestudeerd aan de richting Visual Effects & Immersive Media.
Hij heeft ook zijn eerste animatiefilm uitgebracht als regisseur en animatie supervisor.
- Nederlandse Thesaurus van Auteursnamen: 408458720
- Virtual International Authority File: 4148522021620850689